# Torynorrhina flammea
Torynorrhina flammea är en skalbaggsart som beskrevs av Raffaello Gestro 1888. Torynorrhina flammea ingår i släktet Torynorrhina och familjen Cetoniidae. Utöver nominatformen finns också underarten T. f. malayana.

## Bildgalleri

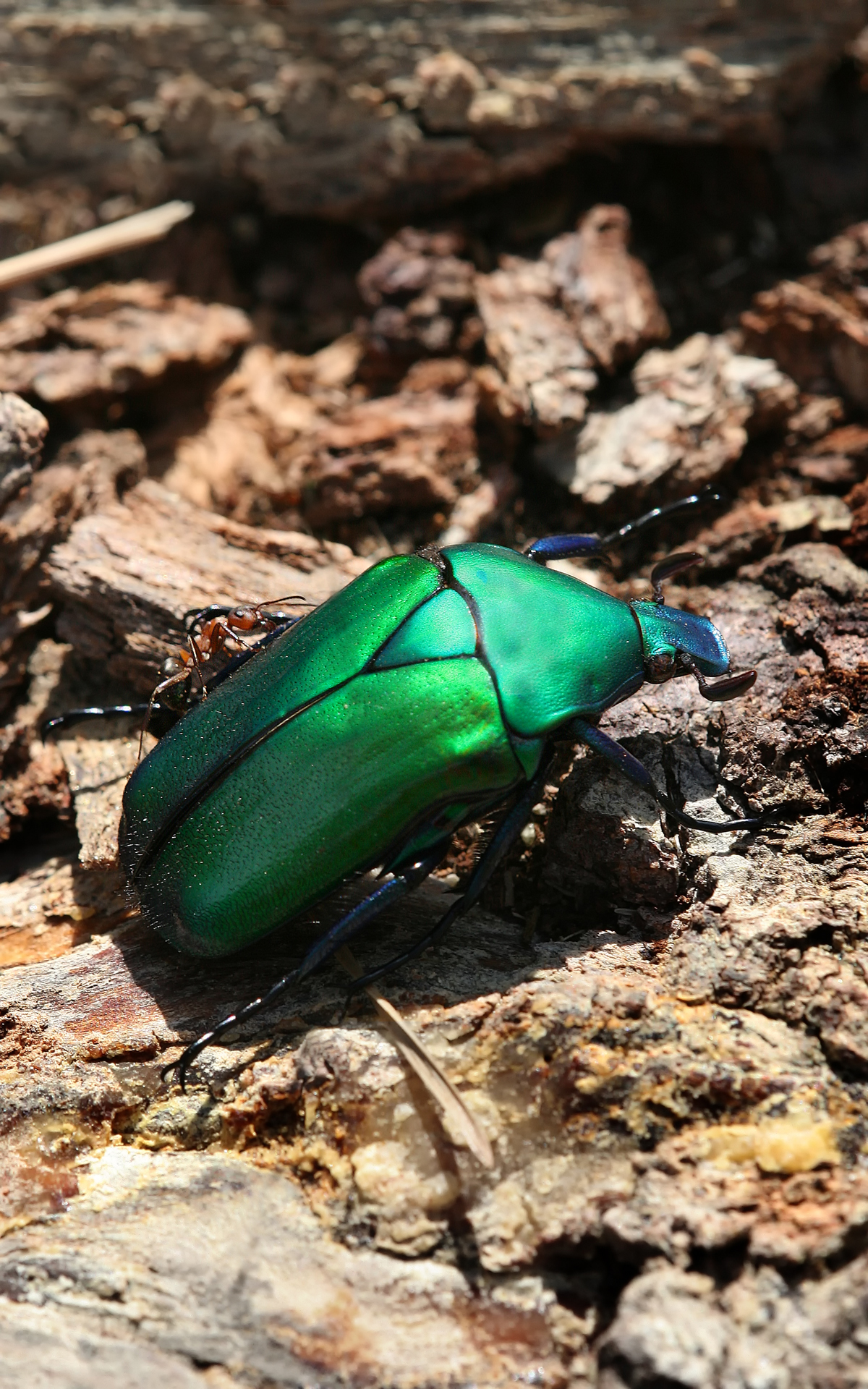
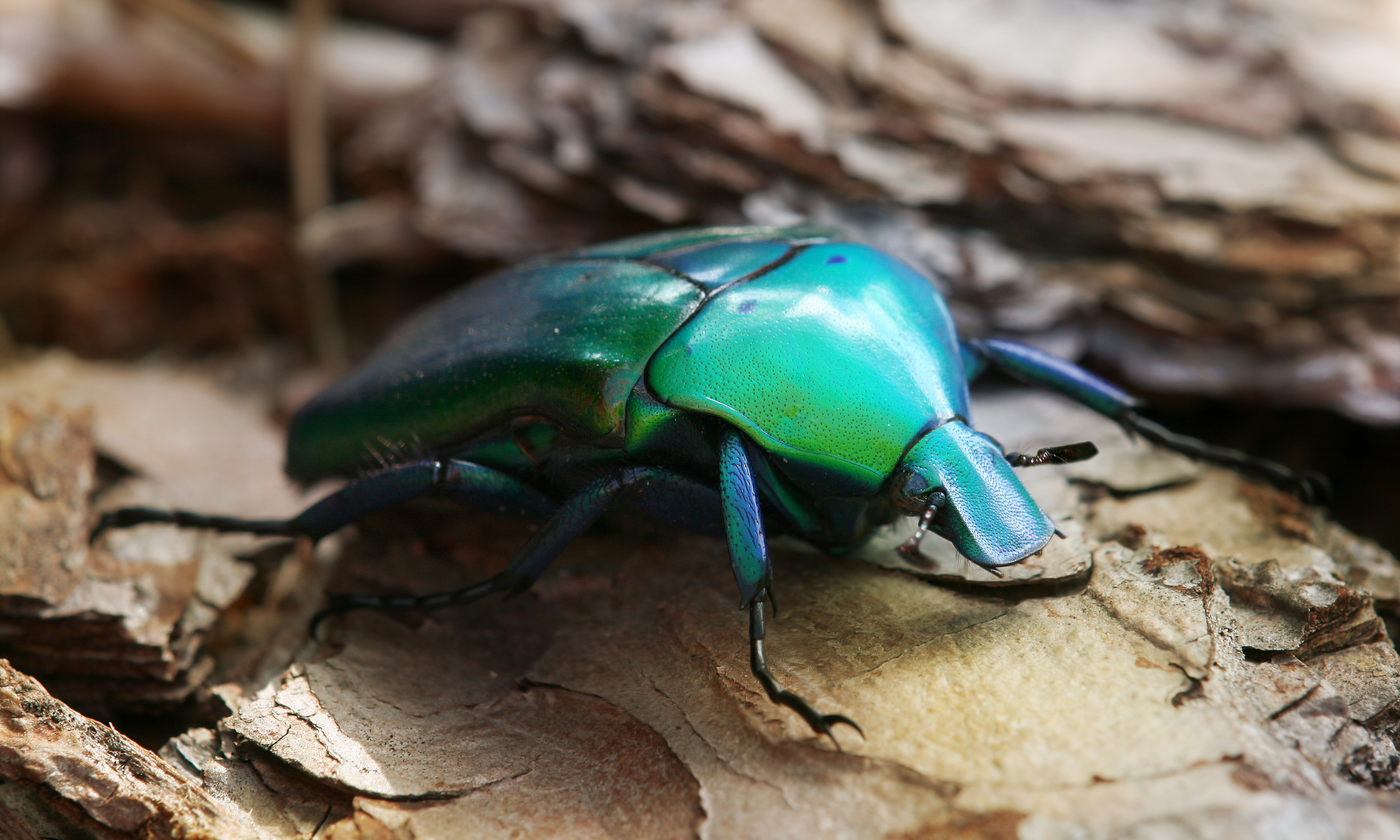